# Fiat 520
La Fiat 520 è un'autovettura di alta classe prodotta dalla FIAT. Già dal 1921 al 1922 era stata prodotta una vettura denominata 520 maggiormente conosciuta come "Superfiat", la seconda vettura con la stessa denominazione venne invece prodotta dal 1927 al 1931, fu la prima automobile della Casa automobilistica torinese ad avere la guida a sinistra, e fu anche la capostipite delle automobili Fiat a 6 cilindri. Sarà sostituita dalla Fiat 521.

## Il contesto
Il modello aveva un motore più piccolo che erogava una potenza minore rispetto alla "Superfiat". Il propulsore aveva, infatti, una cilindrata di 2244 cm³ con sei cilindri in linea ed erogava 46 CV. Era a trazione posteriore con quattro porte. Fu commercializzata in versione berlina, landaulet, limousine, cabriolet e torpedo a 2, 4 o 5 posti.

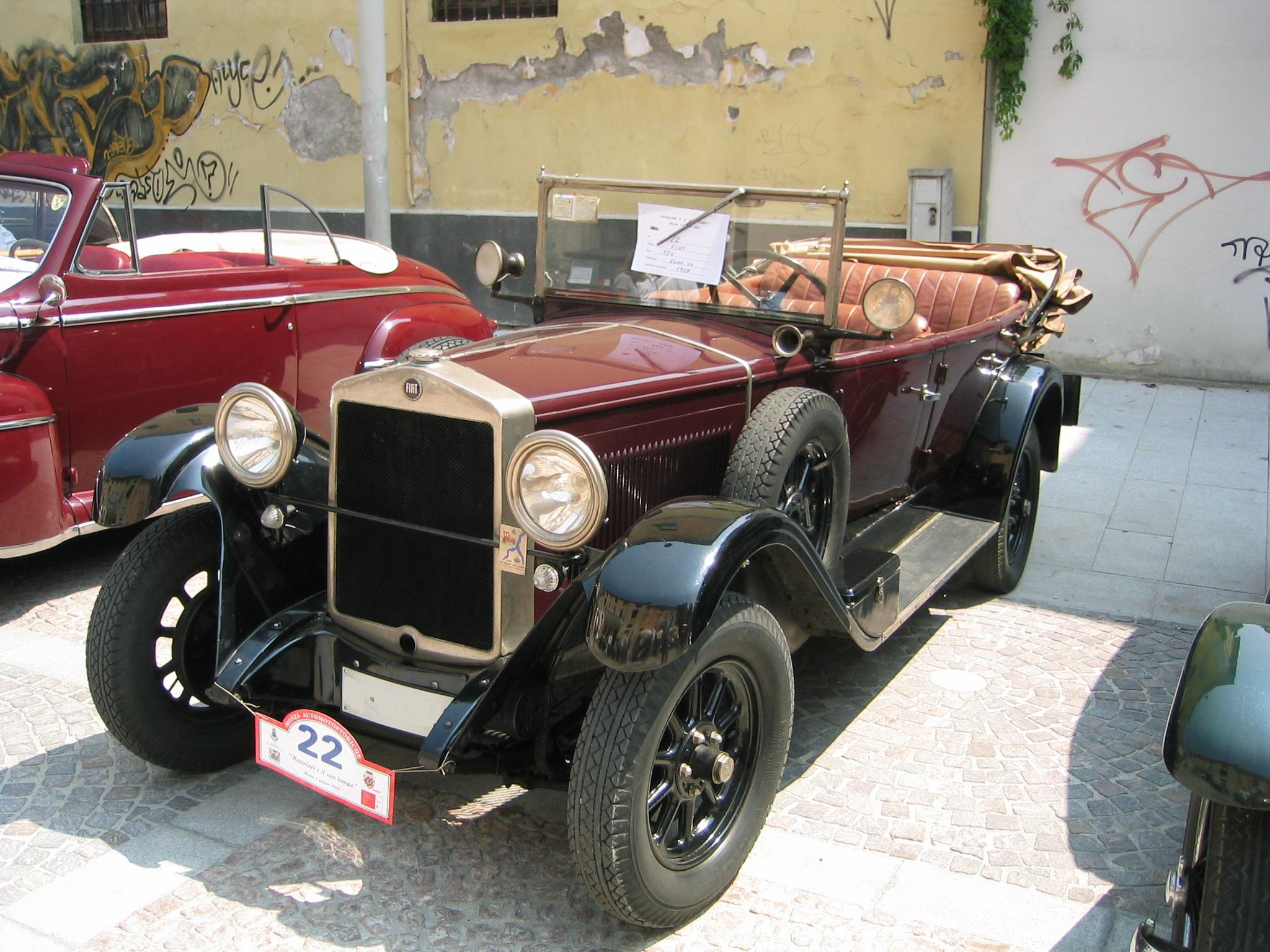
Fiat 520 torpedo del 1928

La trasmissione era con un cambio a quattro rapporti. Era a trazione posteriore e presentava quattro freni a tamburo. Dopo la sperimentazione già effettuata sulla 520 precedente, venne presentata per la prima volta nella produzione di serie l'accensione a spinterogeno.
Per le automobili europee dell'inizio del XX secolo lo sterzo era posizionato centralmente con la posizione di guida a destra. All'epoca non c'era comunque una normativa che regolamentava il flusso dei veicoli a destra oppure a sinistra della carreggiata.
All'inizio degli anni venti il numero delle autovetture aumentò considerevolmente e si ebbe la necessità di regolamentare il flusso dei veicoli in modo univoco. Si decise di propendere per la guida a sinistra. Già nel 1927, la “Fiat 520” fu tra le prime vetture ad avere questa guida.
Fu sostituita nel 1928 dalla Fiat 521, ma la produzione continuò fino 1931 con più di 20.000 esemplari prodotti.
La "Fiat 520" appena uscita costava circa 30.000 lire e raggiungeva i 100 km/h.
Dal 1928 fu prodotta la "Fiat 520 T", destinata ad essere impiegata come Taxi. Prendeva il posto della "Fiat 501 T" ed aveva una carrozzeria landaulet con quattro posti. Era equipaggiata di un motore da sei cilindri di 1866 cm³ di cilindrata che sviluppava 35  CV di potenza; ne furono costruiti più di 600 esemplari.

### Motori
| Modello | Anni    | Motore                                     | Cilindrata | Potenza | Alimentazione       |
| ------- | ------- | ------------------------------------------ | ---------- | ------- | ------------------- |
| 520     | 1927-29 | sei cilindri in linea con valvole laterali | 2244 cm³   | 46 hp   | carburatore singolo |
| 520 T   | 1928-30 | sei cilindri in linea con valvole laterali | 1866 cm³   | 35 hp   | carburatore singolo |